# Kalina Mała
Kalina Mała is een plaats in het Poolse district Miechowski, woiwodschap Klein-Polen. De plaats maakt deel uit van de gemeente Miechów en telt 340 inwoners.